# Калимантан
Калимантан е индонезийската част на остров Борнео. Индонезийците наричат Калимантан целия остров. Заема централната и южната част на острова.